# برایان ایستمن
برایان ایستمن (انگلیسی: Brian Eastman؛ زادهٔ ۳ سپتامبر ۱۹۴۹) تهیه‌کننده فیلم و تهیه‌کننده تلویزیونی است.
وی پایه‌گذار شرکت کارنیوال فیلمز بود که مابین سال‌های ۱۹۸۰ تا ۲۰۰۶ میلادی، بیش از ۳۰۰ ساعت درام تلویزیونی، ۸ فیلم بلند و ۱۰ تئاتر تهیه و تولید نمود.
از فیلم‌ها و مجموعه‌های تلویزیونی‌ای که وی در آن‌ها نقش داشته‌است، می‌توان به سرزمین سایه‌ها، بلات در چشم‌انداز و پوآرو اشاره نمود.